# バルサ
バルサ (英語: Balsa、学名: Ochroma pyramidale) は、アオイ目アオイ科の高木。一属一種で、属名の Ochroma（オクロマ） は「色が薄い」という意味がある。熱帯アメリカ原産。材は非常に軽くて丈夫なため、飛行機模型の材料などに利用される。

## 特徴
南米の熱帯地域からメキシコ南部が原産。成長が早く、太陽の光を浴びてみるみる生長し、7年ほどで樹高は30メートル (m) に達する。常緑樹であるが、乾季が長い場合は落葉する。幹は滑らかで、正円柱形になる。葉は掌状でやや裂葉し、長さ30 - 50センチメートル (cm) ほどとなる。
花は非常に変わっていて、ビロードのような花芽がしばしば真上に向かって成長した姿は、まるでアイスクリームのコーンのような姿によく似ている。花は夕方から開花し、大きな花弁は5枚でクリーム色、豊富な花蜜で花粉の媒介者を誘う。受粉媒介者には、夜に活動するオマキザルやキンカジュー、オリンゴによって花粉が運ばれる。
幹は木目が粗く、非常に軽く軟らかい材木になる。細胞が大きくて水分を多く含むためスポンジのようになっているが、細胞構造は硬いため、乾燥させると軽さの割に堅い木材になる。バルサの密度は約140キログラム毎立方メートル (kg/m3) ほどで、約100 - 200 kg/m3の範囲にあり、これは一般的な木材の約1/3である。このため、バルサは模型や浮き、救命胴衣などに使用されている。
太さ数十cmのバルサ原木は、縦横十字に割られた後、一方の面に平行に製材される。したがって、板材は年輪に直角に切り出されたものから徐々に斜めになり、最後には年輪と平行な板目になる。板の面と年輪が直角に近いものは「Cカット」「コーター・グレイン」などと呼ばれ、幅方向に曲がりにくく狂いにくい材料である。これは柾目であり、1本の原木から少ししか取れないので、貴重品である。柾目のバルサは、表面にマダラ模様がある。

## バルサ材

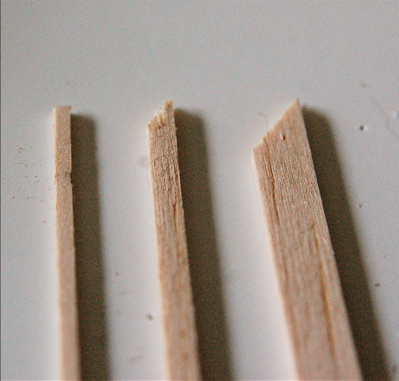
バルサの角材

バルサ原木を加工して板状、または棒状に加工した木材をバルサ材と呼ぶ。薄ベージュ色のバルサ材は非常に軽くて、加工しやすく、重量に比べて強度が大きい。そのため、1930年頃にはアメリカ合衆国において建築資材、映画セット、航空機、模型航空機などの分野で急速に普及した。
軽いバルサ材は筏づくりにも利用され、スペイン語で筏を balsa（バルサ）とよぶほどである。中米の古代文明（5世紀以前）でバルサ製の筏が使われ、遠洋航海が行われた。1947年には、ノルウェーの人類学者トール・ヘイエルダールが「ポリネシア人は南米・中部アンデス地帯から移住した」という仮説を証明するため、バルサ材などを材料にした筏コンティキ号でペルーを出発して約8000キロメートル (km) を100日あまりで航海し、東ポリネシア・ラロイア環礁に到着した。

### 建築資材
アメリカでエンパイア・ステート・ビルディング（1930年）など高層建築が発達して高さが競われた時代、風で振動するのを抑えるため、軽くて圧縮に強い木材を梁の内部の補強や壁に使う建設技術が一般化し、バルサが適切であるとされた。1920年代中盤、米国で高層ビルの建設ラッシュが始まってから、商業ベースでの大規模なバルサ材の伐採が始まった。

### 映画セット
バルサ材は工作性に優れて軽いことから、ハリウッドなどで大量に制作される大道具・小道具の材料となる。バルサは柔らかく簡単に壊れるので、活劇場面で盛大に壊されるような物を作ると、俳優や車両へのダメージが少ない。
1985年の映画『コマンドー』でシュワルツェネッガーが持ち上げる電話ボックスはバルサ材で造られた。
京都太秦の撮影所の近くには、映画向けのバルサ材取り扱い店が有った。

### 航空機

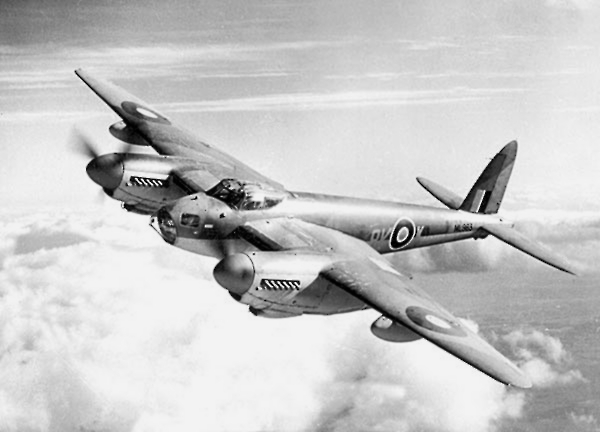
デ・ハビランド・モスキート B Mk.IV

1930年にNACA（現NASA）は第354号報告書（NACAテクニカル・レポート）を発表し、スプルース材などと共に、木製航空機用資材としてバルサ材を収録している。
第二次世界大戦中、イギリスではアルミニウムが不足していたが、木工職人が大勢いたため、航空機メーカーのデ・ハビランド・エアクラフト社はデ・ハビランド モスキートをはじめとする木製の偵察機、爆撃機、戦闘機を多数製造したが、その材料はバルサ材を樺材の間に挟んだ合板であった。当時、時速640キロメートル (km) 以上で飛ぶバルサ材の爆撃機は、世界最速の作戦機の一つであった。
ヴォート社では樹脂を挟んだバルサ材をハニカム構造とし外部にアルミ板を張った「メタライト（Metalite）」をXF5UやF6Uに使用していた。
時代が下り、ジェット機が出現してからも、バルサ材は同じ用途に使われ、アメリカのF4Dでは、バルサ材を薄いアルミ板で挟んだ成型材が使われた。

### 模型航空機

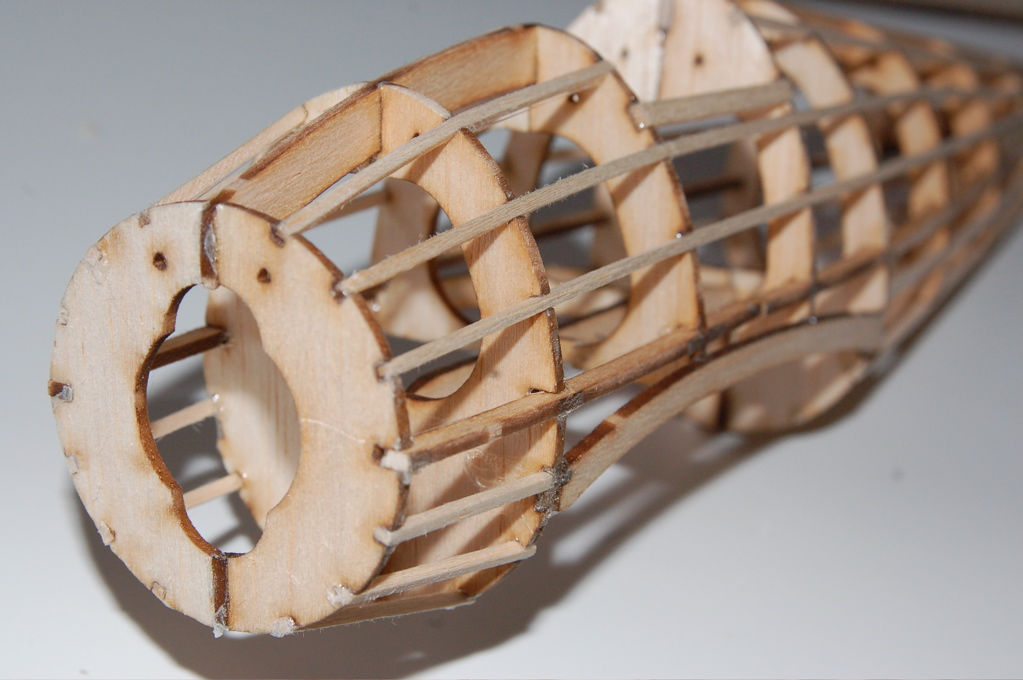
模型飛行機の骨組

1930年にアメリカのモデラーがバルサ材を使った模型機を制作し、同年のウエークフィールド級世界選手権大会戦で優勝した。以後、バルサ材は模型航空機の主要な材料となった。

### その他の用途

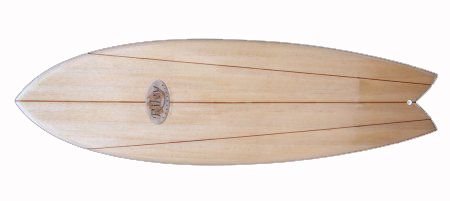
バルサ製のサーフボード

バルサ複合材は、風力発電の風車のブレード（羽）やサーフボードにも使われている。
- 船の浮き
- サーフボード
- LNGタンカーの断熱内張り
- 核廃棄物運搬容器の内張り
- 釣り具、鮒釣りやフカセ釣りの浮きや、ルアーなど、特に個人のハンドメイド品では定番の素材だと言える。